# Марьянович, Светозар
Светозар Марьянович (серб. Светозар Марјановић) — отставной генерал-полковник, занимал должность заместителя начальника штаба Верховного командования югославских вооружённых сил.

## Биография
9 июня 1999 года Светозар Марьянович и Обрад Стеванович, являясь уполномоченными лицами югославской армии и полиции, подписали в македонском городе Куманово соглашение с НАТО об окончании боевых действий на территории Косово и Метохии. По словам Светозара Марьяновича, в ходе переговоров с представителями НАТО и АОК «победила политика мира».